# Prihod Hrvatov
Prihod Hrvatov se v hrvaški zgodovini nanaša na prihod tiste slovanske skupine, ki je na področje Dalmacije  prinesla etnično oznako Hrvati.  Preučevanje prihoda Hrvatov vse do danes ni dalo dokončnega odgovora, zato ne vemo kdaj in od kod so prišli. 

## De administrando imperio
Bizantinski cesar Konstantin VII. Porfirogenet (912 - 959) je v svojem delu De administrando imperio v dveh redakcijah opisal, da so Hrvati v Dalmacijo prišli iz severa, namreč iz Bele Hrvaške, ki je odvisno od posamezne redakcije ležala onkraj Bavarske oziroma onkraj »Turčije« (Madžarske), in sicer v času, ko so bili Avari poraženi, in ko so Hrvati prišli pod vpliv Frankov in Bizantincev, kar se je po starejši redakciji zgodilo že za vladavine cesarja Heraklija (7. stoletje). Po mlajši redakciji (anonimovi redakciji) naj bi Hrvate pri selitvi vodilo pet bratov in dvoje sester (Klukas, Lobelos, Kosences, Muhlo, Hrovatos ter Tuga in Buga). Izročilo o tej sedmerici je verjetno le mitološka vzporednica njihovi kolektivni identiteti- podobne sedmerice prednikov  v tem času najdemo tudi pri Madžarih in Bolgarih.

## Hipoteze o času prihoda Hrvatov
Porfirogenetovo delo je glede časa prihoda Hrvatov notranje protislovno. Po eni strani delo omenja, da so Hrvati v Dalmacijo prispeli tako, da so v času cesarja Heraklija porazili Avare in se s cesarjevim dovoljenjem naselili v novi domovini. Med  zgodovinarji še danes prevladuje mnenje o dveh selitvah, pri čemer so se v prvem valu selili z Avari povezani Slovani, v drugi in nekoliko kasnejši selitvi pa Hrvati in Srbi z nedorečenim etničnim poreklom.
Čeprav je Bogo Grafenauer ugotovil, da je Porfirogenet cesarja Heraklija v zgodovino Hrvatov vključil na tendenciozen in nezgodovinski način, je tudi sam podlegel  omembi imena tega cesarja in tako selitev Hrvatov iskal v obdobju Heraklijeve vladavine (610-641). Po njegovem so Hrvati v Dalmacijo prispeli po zahodnem obrobju avarskega kaganata v začetku Samovega upora , to je okrog leta 622 ali 623. Na splošno še danes prevladuje mnenje, da so Hrvati v Dalmacijo prispeli v letu 622/23 ali v letu 626 (ko so Avari pred Carigradom doživeli velik poraz).
Že Lujo Margetić pa je pokazal, da je Grafenauerjevo hipotezo težko braniti, saj je zelo majava. Na podlagi ocene politične situacije (Hrvatje v pradomovini, Hrvati pod Franki in Hrvati v uporu) je Margetić ocenil, da so se Hrvatje v novo domovino preselili šele konec 8. stoletja, okrog leta 795. Še bolj konsistentno se je Grafenauerjevega pristopa lotila Nada Klaić, ki je opozorila, da ne vemo, kje so predniki Belih Hrvatov v 7. stoletju sploh prebivali, da so zgodovinarji v preteklosti nasedali Porfirogenetovi informaciji o Heraklijevi vladavini, in da Franki v 7. stoletju niso mogli biti gospodarji Belih Hrvatov. Čeprav sta že Hauptman in Grafenauer domnevala, da je Porfirogenet enostavno povezal vse Hrvate svojega časa, Bele in dalmatinske, je šele Klaićeva pokazala, da je povezava med Belimi Hrvati in dalmatinskimi Hrvati le cesarjeva izmišljotina. Kljub temu med zgodovinarji še danes prevladuje zakoreninjena teza o selitvi v času Heraklija.

## Hipoteze o stari domovini, iz katere so Hrvatje prišli
Starejše zgodovinopisje je prav tako verjelo Porfirogenetovi informaciji, da so dalmatinski Hrvatje prišli iz Bele Hrvaške onkraj frankovsko-bavarskega oziroma madžarskega območja. To Belo Hrvaško lahko iščemo nekje na Češkem ali na Poljskem. Klaićina analiza dela De administrando imperio je ob primerjavi anonimne mlajše in Porfirogenetove starejše redakcije pokazala, da povezave med dalmatinskimi Hrvati in Belimi Hrvati v hrvaškem izročilu sploh ni bilo, in da si jo je izmislil šele cesar Porfirogenet.
Na osnovi informacije, da so bili Hrvatje tudi v stari domovini podvrženi Frankom, z upoštevanjem oddaljenosti severnih Slovanov, s povzemanjem Margetićeve grobe ocene, da je do selitve prišlo okrog leta 795, in ob upoštevanju politične teritorialne enote karantanskega »okraja Hrvatov« (pagus Crouuati), je Klaićeva prišla do zaključka, da je bila prejšnja domovina Hrvatov lahko samo Karantanija. Ker pa večina zgodovinarjev vztraja na stari tezi o selitvi v času Heraklija, Klaićeva ni dosegla večje odmevnosti.

## Vloga starih Hrvatov v hrvaški etnogenezi
Stari Hrvati so najkasneje do Branimirjeve vladavine med dalmatinske Slovane uspeli razširiti svoje etnično ime, hkrati pa je bila plast Hrvatov v primerjavi z ostalimi dalmatinskimi Slovani po Grafenaureju tako šibka, da v njihovem čakavskem jeziku danes ni slutiti severnih vplivov.

## Povezave
- Poreklo Hrvatov
- Zgodovina Hrvatov